# Sønder Skast Sogn
Sønder Skast Sogn er et sogn i Tønder Provsti (Ribe Stift).
Sønder Skast Sogn hørte til Tønder, Højer og Lø Herred i Tønder Amt. Sønder Skast sognekommune blev ved kommunalreformen i 1970 indlemmet i Bredebro Kommune, der ved strukturreformen i 2007 indgik i Tønder Kommune.
I Sønder Skast Sogn ligger Sønder Skast Kirke.
I sognet findes følgende autoriserede stednavne:
- Skast (bebyggelse, ejerlav)
- Åsgård (landbrugsejendom)

## Afstemningsresultat
Folkeafstemningen ved Genforeningen i 1920 gav i Sønder Skast Sogn 176 stemmer for Danmark, 3 for Tyskland. Af vælgerne var 22 tilrejst fra Danmark, 5 fra Tyskland. 